# Iñaki Hurtado
José Ignacio Hurtado Capilla, conosciuto come Iñaki Hurtado (Logroño, 26 febbraio 1972), è un allenatore di calcio ed ex calciatore spagnolo.

## Carriera

### Giocatore
Esordì in Primera División a 16 anni con la maglia del CD Logroñés nella stagione 1988-1989.
Nel 1991 passò al Real Valladolid, dove si affermò nella stagione 1994-1995, in cui scese in campo 35 volte.
A fine stagione fu ingaggiato dal Valencia, con cui, in due stagioni, collezionò 25 partite e un gol in campionato e due presenze senza reti in Coppa UEFA prima di passare al Villarreal e poi al Numancia.
Restò a Soria fino al 2002, alternandosi tra la Primera e la Segunda División, prima di passare al Real Saragozza.
Con gli aragonesi ottenne la promozione in massima serie e nella stagione successiva vinse la Coppa del Re, poi tornò al Valladolid con cui chiuse la carriera da giocatore nel 2005.

### Allenatore
Nel mese di ottobre del 2010 ha sostituito Guillén Araiz sulla panchina del Club Deportivo Zarramonza, squadra della Regional Preferente de Navarra. Dopo 8 vittorie, 5 pareggi e 5 sconfitte, a marzo del 2011 si è dimesso per motivi personali.

## Palmarès

### Giocatore

#### Club

##### Competizioni nazionali
- Coppa di Spagna: 1

Real Zaragoza: 2003-2004